# Karl von Terzaghi
Karl von Terzaghi (Praga, 2 de octubre de 1883 - Winchester, Massachusetts, 25 de octubre de 1963)  fue un ingeniero mecánico, ingeniero geotécnico y geólogo austriaco, reconocido como "padre de la mecánica de suelos".

## Semblanza
Desde el comienzo de su carrera dedicó todos sus esfuerzos a buscar un método racional para resolver los problemas relacionados con la ingeniería de suelos y las cimentaciones. La coronación de sus esfuerzos se dio en 1925, con la publicación Erdbaumechanik, considerada hoy como el punto de partida de la mecánica de suelos.
De 1925 a 1929 trabajó en el Instituto Tecnológico de Massachusetts, donde inició el primer programa estadounidense sobre mecánica de suelos, y consiguió que esta ciencia se convirtiese en una materia importante en la Ingeniería Civil.
En 1938 pasó a la Universidad de Harvard donde desarrolló y expuso su curso sobre geología aplicada a la ingeniería, retirándose como profesor en 1953 a la edad de 70 años. Se nacionalizó estadounidense en 1943.
Su libro Soil Mechanics in Engineering Practice, escrito en colaboración con Ralph B. Peck, es de consulta obligada para los profesionales de la ingeniería geotécnica. Su profesión de ingeniero geólogo le permitió un vasto conocimiento de los suelos, en el que aplicó la ingeniería y que hoy se conoce como ingeniería geotécnica.
Terzaghi tomó ideas de ingenieros como Coulomb y Rankine para poder establecer una clasificación para los suelos. También contribuyó a la mecánica de rocas, haciendo una calificación Geomecánica para el estudio de túneles.